# Hermann (Missouri)
Hermann ist eine City im Bundesstaat Missouri in den Vereinigten Staaten und seit 1842 Verwaltungssitz des Gasconade County. Das U.S. Census Bureau hat bei der Volkszählung 2020 eine Einwohnerzahl von 2185 ermittelt.
Hermann liegt südlich des Missouri River im Missouri Rhineland, einem von deutschen Auswanderern in der Mitte des 19. Jahrhunderts gegründeten Weinanbaugebiet.

## Geschichte
Der Ort wurde 1837 von der Deutschen Ansiedlungs-Gesellschaft zu Philadelphia gegründet, die auch 45,73 km² große Landstücke am Gasconade River zur Besiedlung kaufte. Sie wurde nach Hermann dem Cherusker benannt und sollte eine sich selbst versorgende Kolonie mit Landwirtschaft und Industrie werden. Bis zum Anfang des Ersten Weltkriegs war Hermann sehr an die deutsche Kultur angepasst. So erschien von 1856 bis 1928 das deutschsprachige Hermanner Volksblatt. Mit dem Anwachsen der deutschfeindlichen Stimmung in den Vereinigten Staaten im Ersten Weltkrieg wurde auch hier das Sprechen der deutschen Sprache verboten und eingestellt.
Nachdem der Weinbau in der Mitte des 19. Jahrhunderts erstmals aufgeblüht war, wurde das Weinanbaugebiet 1983 als eines der ersten in den USA vorkommenden Hermann American Viticultural Area offiziell anerkannt. Zwar war der Anbau durch die Prohibition zum Erliegen gekommen, doch lebte er in den 1960er Jahren wieder auf. Heute umfasst das Gebiet sieben Weinanbaubetriebe.
2009 feierte der Ort den 2000. Jahrestag der Varusschlacht.

## Veranstaltungen
Hermann veranstaltet am letzten Wochenende im März ein Wurstfest, während des dritten Maiwochenendes ein Maifest, das 1870 erstmals dort stattfand, und im Oktober ein Oktoberfest. Zudem hat der Weinanbau auch touristische Bedeutung.

## Partnerschaften
Hermann hat mit Bad Arolsen (Hessen) eine deutsche Partnerstadt. In Hermann befindet sich (wie in Bad Arolsen) ein Denkmal, das an diese Städtepartnerschaft erinnert.